# Universidad de Margarita
La Universidad de Margarita (UNIMAR) es una universidad privada de Venezuela ubicada El Valle del Espíritu Santo en la Isla de Margarita, en el estado Nueva Esparta, fundada el 20 de noviembre de 1998. La Universidad de Margarita ha adoptado como su esquema gerencial básico, el modelo sistémico. La noción fundamental de un sistema consiste simplemente en que es una serie de partes interrelacionadas que trabajan sinérgicamente. En este concepto está implícito un grado de totalidad que convierte al todo en algo diferente a las partes individuales consideradas por separado y algo más que ellas. El concepto de sistema es primordialmente un modo de pensar acerca de la labor gerencial. Provee un esquema para la visión de factores internos y externos de la institución, en la forma de un todo integrado. El fin principal de la adopción de este modelo sistémico y de una dirección estratégica de la institución, es el logro del incremento de su capacidad de respuesta a la demanda social, con características de calidad, pertinencia, eficacia y eficiencia.

## Historia
Un grupo de personas ligadas con la educación superior en Venezuela, Pedro Augusto Beauperthuy, María Eugenia Morales, Raquel Pérez Henríquez, Pedro Cabello Poleo y Aníbal Gómez, solicitó e insistió crear la universidad. La creación de la Universidad de Margarita se oficializó el 20 de noviembre de 1998 mediante decreto presidencial Nª 3034,  con las facultades de Ciencias Económicas y Sociales, Ingeniería, Humanidades Artes y Educación y Ciencias Jurídicas y Políticas; la universidad inició actividades académicas el 24 de enero del año 2000.
Para fines del año 2021, la universidad había otorgado más de 8.400 títulos de grado superior, al nivel de licenciatura en las carreras de Administración de Empresas, Artes Mención Diseño Gráfico, Contaduría Pública, Derecho, Educación Integral, Idiomas Modernos, Ingeniería en Sistemas y próximamente ingeniería naval y psicología. La universidad también ha otorgado diplomas y certificados en diferentes área de estudios de postgrado, además de más 600 títulos entre las especializaciones y maestrías que ofrece.
El 5 de septiembre de 2018, las autoridades de la universidad declararon en emergencia a la universidad por la crisis en Venezuela, posponiendo hasta nuevo aviso del trimestre académico septiembre-diciembre de 2018 y declarando en sesión permanente al Consejo Universitario.

## Organizacions y Administraciòn

### Restoras Académicas
Su cargo dura 3 años, con posibilidad de ser reelegido para un periodo adicional en dos ocasiones macimas.
El Rector es el representante legal de la Universidad ( a excepción de asuntos judíciales  en cuyo caso corresponde al Abogado General representa a la Universidad ). También son sus funciones mantener un orden en la Organizacions Internas de la Universidad de Margarita (Universidad Privada).Unimar,y presidir sus sesiones,Cuidar el exacto cumpliendo de las disposiciones y normativas de la Universidad y recientemente, fratar de expandir la casa de estudios. Vetar acuerdos sin carácter técnico de los representante académicos del alma mater, formar fernas para directores de facultades, escuela e Institutos.
En total , 3 personas han ocupado la rectoría de la Universidad en 1998 periodos distintos. 
La siguiente Tabla muestra las rectoras desde 1998 hasta la actualidad:
Rectoras de la Universidad de Margarita 1998 (26 años) Hasta la actualidad: